# Иванова, Ольга Яковлевна
О́льга Я́ковлевна Ивано́ва (род. 6 июня 1945) — советский и российский дипломат. Чрезвычайный и полномочный посланник 1 класса (2008).

## Биография
Окончила МГИМО (1968) и факультет повышения квалификации при Дипломатической академии МИД СССР (1989). На дипломатической работе с 1968 года. Кандидат исторических наук. Владеет английским, французским и арабским языками.
- В 1992—1995 годах — заведующая отделом Департамента по международному гуманитарному и культурному сотрудничеству МИД России.
- В 1995—1999 годах — советник Постоянного представительства России при ЮНЕСКО в Париже (Франция).
- В 1999—2000 годах — старший советник Департамента по культурным связям и делам ЮНЕСКО МИД России.
- С мая 2002 по февраль 2004 года — заместитель директора Историко-документального департамента МИД России.
- С 12 февраля 2004 по 20 апреля 2011 года — чрезвычайный и полномочный посол России в Республике Маврикий[1][2].

С 2011 года — на пенсии.

## Дипломатический ранг
- Чрезвычайный и полномочный посланник 2 класса (8 июля 2004)[3].
- Чрезвычайный и полномочный посланник 1 класса (17 декабря 2008)[4].